# Sossika
El riu Sossika - Сосыка (rus) - és un riu de l'estepa del krai de Krasnodar, a Rússia. És afluent a l'esquerra del riu Ieia. El seu nom prové del turc sasyk (pudent), a causa de l'hidrogen sulfurat d'olor característica present en algunes de les aigües subterrànies que l'alimenten. És el riu amb més càrrega mineral de la regió, arribant als 13.000 mg/l.
Té 159 km i una conca de 2.030 km². Neix a l'est de Latixi i discorre al llarg del seu curs en direcció oest nord-oest, travessa Bratski, Krasni, Novi, rep un afluent per la dreta, on es troben Uporni, Svobodni i Séverni; travessa Pàvlovskaia, Xevtxenko, Atamànskaia, Utro, Burdatski, Smeli, rep el Bitxevaia per la dreta, on es troben Bitxevi, Sborni i Vessiólaia Jizn. Després Vostotxni, rep un altre afluent per la dreta, on es troben Oktiàbrskaia i Beli; Leningràdskaia, rep un altre afluent per la dreta, on es troben Kulikovski i Oktiabrski. A continuació passa per Zàpadni, rep un afluent per l'esquerra, on es troba Romaixki, continua deixant Vostotxni Sossik, Storoji Vtorie, Storoji Pérvie, Zàpadni Sossik, Vessioli, Nàberejni, rep un altre afluent per la dreta, on es troben Kubanets, Kràsnaia Zarià, Znàmia Kommunizma i Proletarski. Després ve Mirni, rep un altre afluent per la dreta, on es troba Komsomolski. Després Staromínskaia i finalment desemboca al Ieia.

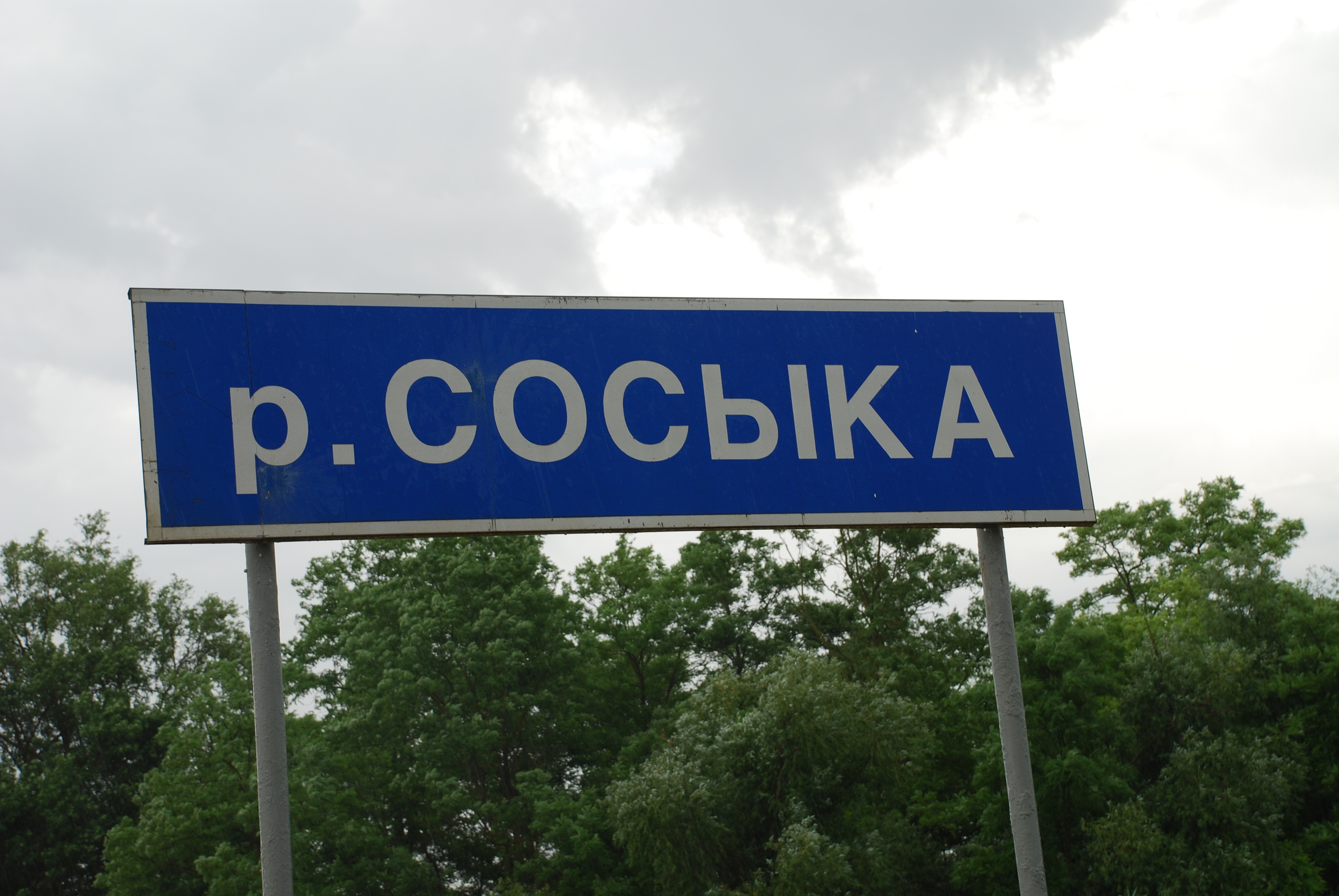
Cartell amb el nom del riu.

La quantitat d'algues dipositades al llit del riu dificulta la creació d'oxigen en les seves aigües, fet que amenaça la pervivència de les espècies de peixos. Es duen a terme treballs de dragat per tal de solucionar aquest problema, que el 2005 va produir la mort de nombrosos peixos.
Els seus principals afluents són el Popova, el Bitxevaia i el Dobrenkaia, els tres per la dreta.